# Craincourt
Craincourt là một xã trong vùng Grand Est, thuộc tỉnh Moselle, quận Château-Salins, tổng Delme. Tọa độ địa lý của xã là 48° 52' vĩ độ bắc, 06° 19' kinh độ đông. Craincourt nằm trên độ cao trung bình là 200 mét trên mực nước biển, có điểm thấp nhất là 187 mét và điểm cao nhất là 268 mét. Xã có diện tích 9,06 km², dân số vào thời điểm 1999 là 231 người; mật độ dân số là 25 người/km². Xã nằm về phía đông nam của Metz, cạnh sông Seille (Mosel). Craincourt thuộc Pháp từ năm 1661.

## Thông tin nhân khẩu
| 1962 | 1968 | 1975 | 1982 | 1990 | 1999 |
| ---- | ---- | ---- | ---- | ---- | ---- |
| 142  | 164  | 167  | 161  | 195  | 231  |